# Gessopalena

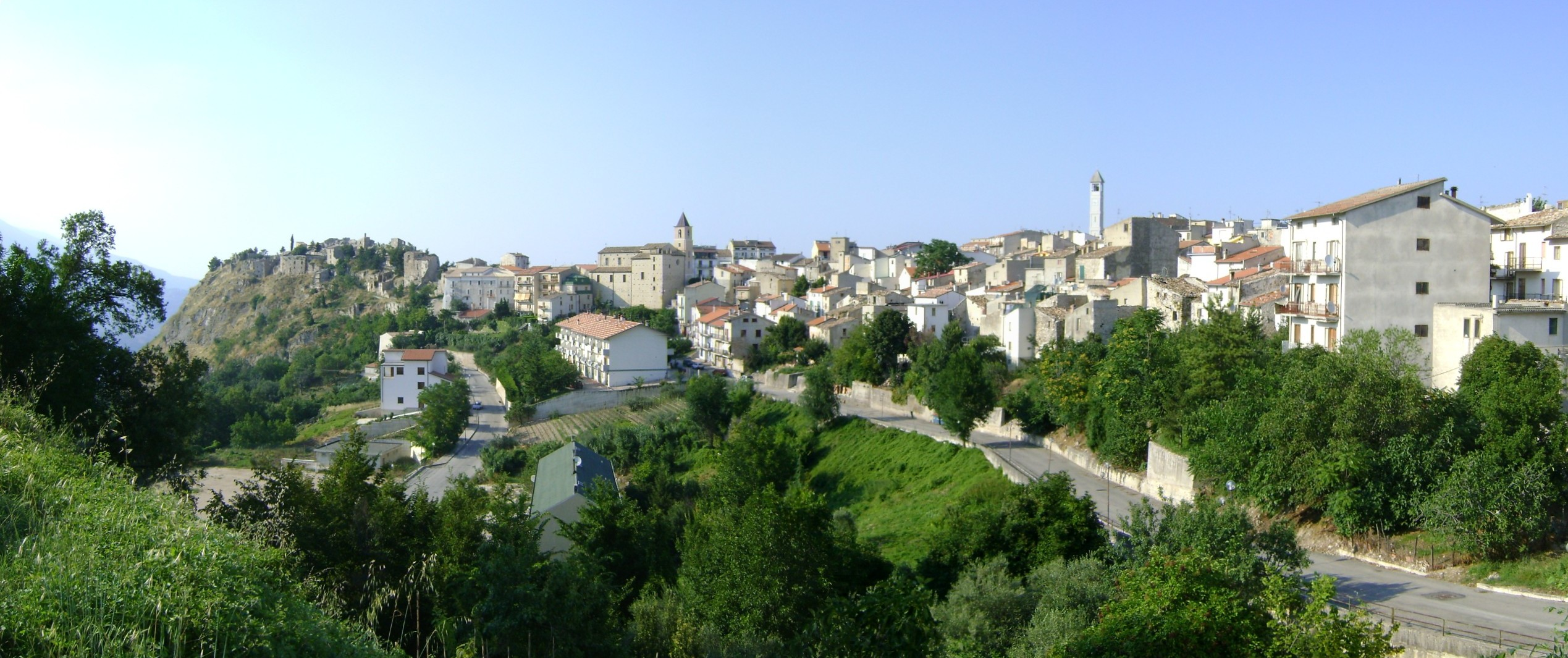
Gessopalena

Gessopalena ist eine italienische Gemeinde (comune) mit 1172 Einwohnern (Stand 31. Dezember 2023) in der Provinz Chieti in den Abruzzen. Die Gemeinde liegt etwa 33,5 Kilometer südsüdöstlich von Chieti und gehört zur Comunità Montana Aventino-Medio Sangro.

## Gemeindepartnerschaften
Gessopalena unterhält zwei inneritalienische Partnerschaften mit den Gemeinden Porto San Giorgio in der Provinz Fermo und Cupramontana in der Provinz Ancona sowie eine weitere mit der belgischen Gemeinde Sambreville in der Provinz Namur.